# رکس جی والهایم
رکس جی والهایم (به انگلیسی: Rex J. Walheim) فضانورد اهل ایالات متحده آمریکا است که در ۱۰ اکتبر ۱۹۶۲ میلادی در ردوود سیتی، کالیفرنیا زاده شد. وی در مأموریت اس‌تی‌اس-۱۱۰، اس‌تی‌اس-۱۲۲، اس‌تی‌اس-۱۳۵ حضور داشته‌است.